# Осенев, Владимир Иванович
Владимир Иванович О́сенев (8 сентября (21 сентября) 1908, Москва — 1 апреля 1977, там же) — советский актёр театра и кино. Народный артист РСФСР (1969).

## Биография
Родился 8 (21 сентября) 1908 года в Москве в рабочей семье. Отец был суконным декатировщиком[прояснить], мать — домохозяйкой.  В 1928 году окончил московский промышленно-экономический техникум имени Г. В. Плеханова и Музыкальную школу имени С. И. Танеева. Занимался в театральной студии совторгслужащих при техникуме.
С 1930 года (со времени основания) и по 1933 год работал в Свердловском ТЮЗе.
В 1933 году поступил на второй курс школы при Театре имени Е. Б. Вахтангова. С 1937 года служил в этом театре.
Запомнился зрителю как актёр яркой характерности, а также блистательный исполнитель водевильных и комедийных ролей.
Снимался в кино нечасто, однако сыграл ряд запомнившихся ролей, в основном, — эпизодических.
Скончался 1 апреля 1977 года в Москве на 69-м году жизни. Похоронен в Москве на Ваганьковском кладбище (23 уч.).

### Семья
- Брат — художник Николай Иванович Осенев (1909—1983), заслуженный деятель искусств РСФСР.
- Жена — актриса театра им. Е. Б. Вахтангова Галина Коновалова (1916—2014).
  - Дочь — Елена (род. 1940).

## Роли в театре
- 1933 — «Интервенция» Л. И. Славина — Солдат
- 1936 — «Много шума из ничего» Шекспира — Вестник
- 1937 — «Человек с ружьем» Н. Ф. Погодина — Виталий
- 1939 — «Соломенная шляпка» Э. Лабиша — Фадинар
- 1941 — «Дон Кихот» по Сервантесу — Герцог
- 1941 — «Перед заходом солнца» Г. Гауптмана — Эгмонт
- 1942 — «Сирано де Бержерак» Э. Ростана — Линьер
- 1942 — «Олеко Дундич» А. Г. Ржешевского и М. А. Каца — распорядитель бала
- 1944 — «Мадемуазель Нитуш» Ф. Эрве — Флоридор
- 1950 — «Отверженные» по В. Гюго— Тенардье
- 1955 — «На золотом дне»[3]. Д. Мамин-Сибиряка— Белоносов
- 1956 — «Ромео и Джульетта» Шекспира — Тибальд, племянник Капулетти
- 1959 — «Маленькие трагедии» А. С. Пушкина — дон Карлос
- 1960 — «Дамы и гусары» А. Фредро — Ротмистр
- 1962 — «Живой труп» Л. Н. Толстого — Михаил Андреевич Афремов
- 1964 — «Миллионерша» Дж. Б. Шоу — Сагамор
- 1965 — «Западня» по Э. Золя — Мосье Лорилле, золотых дел мастер
- 1968 — «На всякого мудреца довольно простоты» А. Н. Островского — Голутвин
- 1969 — «Мещанин во дворянстве» Мольера — Дорант
- 1971 — «Антоний и Клеопатра» Шекспира — Лепид
- 1975 — «Господа Глембаи» М. Крлежи — Фабриций Глембай
- 1976 — «Ричард III» Шекспира — Лорд Стэнли

## Фильмография
- 1934 — Пышка — немецкий солдат (нет в титрах)
- 1946 — Глинка — распорядитель бала (нет в титрах)
- 1953 — Адмирал Ушаков — горожанин (нет в титрах)
- 1964 — Вызываем огонь на себя — переводчик
- 1965 — Сердце матери — министр образования (нет в титрах)
- 1965 — Человек без паспорта — Фёдор Спиридонович Катько, агент иностранной разведки
- 1967 — Майор Вихрь — полковник-инженер Краух
- 1967 — Седьмой спутник — Приклонский
- 1967 — Первый курьер (СССР, Болгария) — жандармский генерал
- 1968 — Братья Карамазовы — судья
- 1968 — Щит и меч (фильм 3 и 4) — Гитлер
- 1969 — Сюжет для небольшого рассказа — Курбатов
- 1970 — Бег — Тихий, белый контрразведчик
- 1972 — Земля, до востребования — агент криминальной полиции
- 1972 — Пятьдесят на пятьдесят — Понс — Реджинальд Роуз, глава английской разведывательной миссии в Западном Берлине
- 1973 — Товарищ генерал — генерал фон Лейнц
- 1974 — Свет в конце тоннеля — Павел Симонович Насонов
- 1975 — Родины солдат — генерал фон Раубен
- 1975 — Агония — Борис Владимирович Штюрмер, гофмейстер
- 1975 — Бриллианты для диктатуры пролетариата — Стопанский
- 1975 — Ключи от рая — Павел Симонович Насонов

## Телеспектакли
- 1956 — Много шума из ничего — Борахио, слуга дон Жуана
- 1960 — Сердца должны гореть — Лещ
- 1964 — Соучастие в убийстве — Беттери
- 1965 — Под каштанами Праги — Ян Грубек
- 1971 — Тысяча душ
- 1971 — На всякого мудреца довольно простоты — Голутвин
- 1972 — Западня
- 1974 — Миллионерша — Юлиус Сагамор, адвокат
- 1976 — Дамы и гусары — Ротмистр
- 1977 — Человек с ружьём — Константин Сергеевич, генерал
- 1977 — На золотом дне — Белоносов
- 1977 — Мещанин во дворянстве — Дориант

## Озвучивание мультфильмов
- 1969 — Винни-Пух — читает текст
- 1971 — Винни-Пух идёт в гости — читает текст
- 1972 — Винни-Пух и день забот — читает текст
- 1974 — Всё наоборот — Крокодил
- 1976 — О том, как гном покинул дом — читает текст
- 1978 — Чудеса в решете

## Озвучивание
- Бурвиль в фильме Андре Кайата «Призрачное счастье» (1958).
- Доктор Конрад, полковой врач, майор, начальник госпиталя в фильме «Альба Регия» (1961) (роль исполняет Имре Радаи).

## Признание
- Медаль «За трудовую доблесть» (16 декабря 1946)[4]
- Заслуженный артист РСФСР (1956)
- Народный артист РСФСР (1969)